# Esterwegen
Pour le camp voisin, voir Esterwegen (camp de concentration).
Esterwegen est une municipalité allemande de l'arrondissement du Pays de l'Ems, en Basse-Saxe.
Un camp de concentration nazi y fut érigé durant le Troisième Reich.